# Pearl River (Luisiana)
Pearl River é uma cidade  localizada no estado americano de Luisiana, na Paróquia de St. Tammany.

## Demografia
Segundo o censo americano de 2000, a sua população era de 1839 habitantes.
Em 2006, foi estimada uma população de 2143, um aumento de 304 (16.5%).

## Geografia
De acordo com o United States Census Bureau tem uma área de
6,6 km², dos quais 6,5 km² cobertos por terra e 0,1 km² cobertos por água.

## Localidades na vizinhança
O diagrama seguinte representa as localidades num raio de 20 km ao redor de Pearl River.